# 接龍棋
接龍棋（Reptyl），是法國的兩人棋類，也可用於紙筆遊戲。

綠方獲勝。

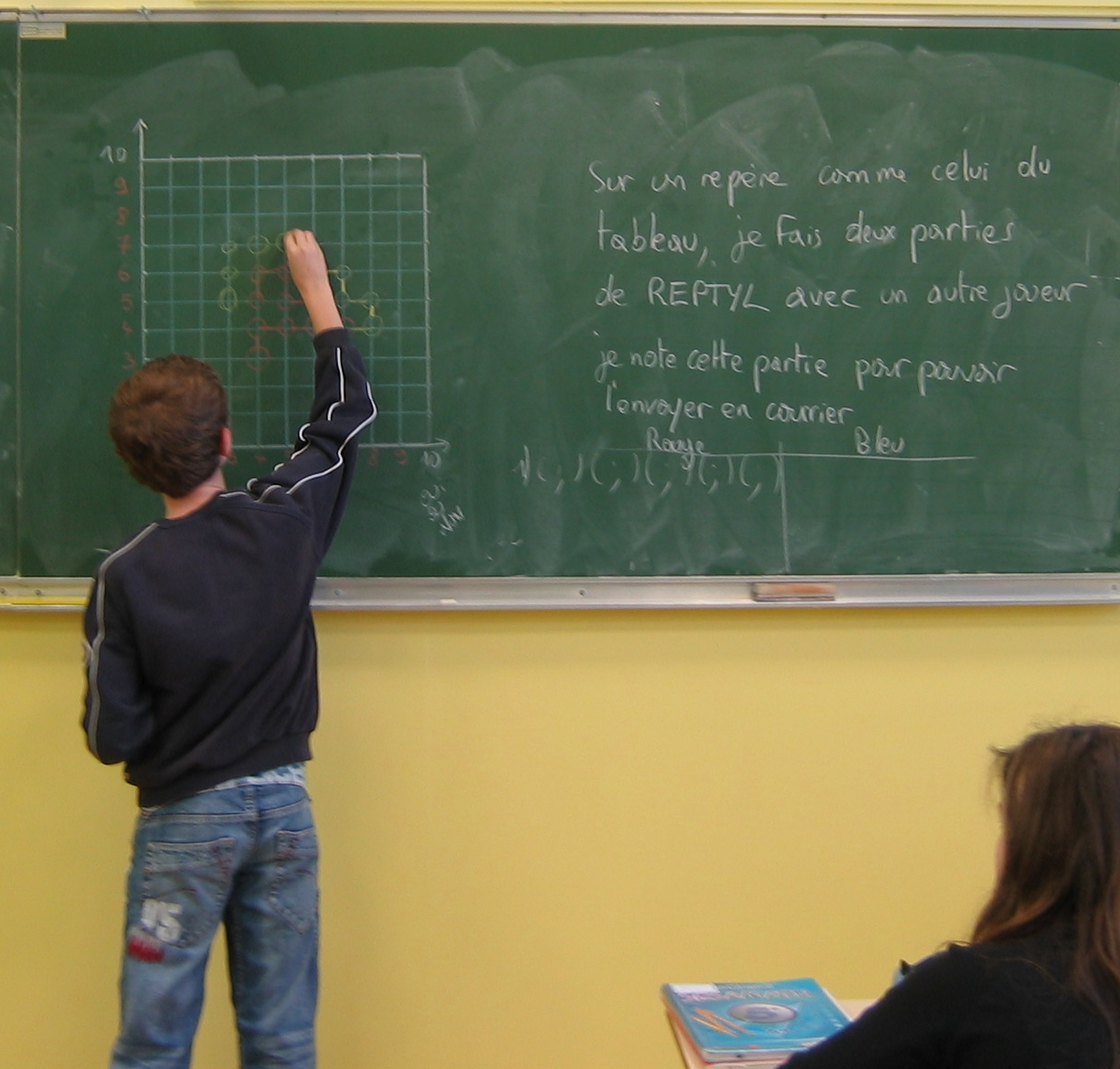
法國學童在玩接龍棋。

## 棋具
- 9*9方格棋盤。
- 兩色棋子。

## 規則
- 每方必須輪流下五子於空棋格。
- 除先行方第一枚外，其餘枚都需下在上一枚落定棋子的鄰邊格。
- 先行方第一枚時，後行方可以交換操作權。
- 無法行棋時輸掉遊戲[1]。

## 外部連結
- 遊戲下載